# Sakura Haruno
Sakura Haruno (春野 サクラ, Haruno Sakura) (春野 サクラ Haruno Sakura) je izmišljen lik v manga in anime seriji Naruto, ki jo je ustvaril Masashi Kishimoto. Sakura je kunoichi iz Mesta listov (Konohagakure). Je članica Teama 7, ki ga sestavljajo ona, Naruto Uzumaki, Sasuke Uchiha, in njihov sensei Kakashi Hatake. Sakura je sprva zagledana v Sasukeja, pohvali ga namreč ob vsaki priložnosti, in prezirljiva do manj nadarjenega člana svojega teama Naruta. Skozi serijo počasi izgublja ta začetni odnos in postaja vse bolj hvaležna in sprejemajoča glede Naruta. Sakura se pojavlja v več Naruto medijih, vključno z devetimi filmi, v seriji, vseh originalnih videoanimacijah in več video igrah.